# Ашимов, Байкен Ашимович
Байке́н Аши́мович Аши́мов (28 июля (10 августа) 1917, а. Шабакбай, Айыртауская волость, Кокчетавский уезд, Акмолинская область, Российская империя — 5 февраля 2010, Алматы, Казахстан) — советский партийный, государственный и общественный деятель, председатель Совета Министров Казахской ССР (1970—1984).
Председатель Президиума Верховного Совета Казахской ССР (1984—1985). Депутат Совета Союза Верховного Совета СССР 8—11 созывов; заместитель Председателя Президиума Верховного Совета СССР (1984—1985 годы). Герой Социалистического Труда, участник Великой Отечественной войны. Член ВКП(б) с 1940 года.

## Биография
Родился в крестьянской семье в ауле Шабакбай Айыртауской волости Кокчетавского уезда Акмолинской области (ныне — Район имени Габита Мусрепова, Северо-Казахстанская область, Казахстан). Казах. Происходит из рода атыгай племени аргын Среднего жуза.
В 1932—1935 годах учился в Петропавловском железнодорожном фабрично-заводском училище на слесаря, затем в 1935—1938 годах — в Ленинском агрономо-зоотехническом сельскохозяйственном техникуме.
В 1938 году работал заведующим отделом политической учёбы Ленинского райкома комсомола Северо-Казахстанской области. В том же году был призван на службу в Красную Армию в Киевский военный округ.
18 июня 1941 года перед самой войной был демобилизован, в 1941—1942 годах работал учителем средней школы в селе Казгородок Айыртауского района Кокчетавской области.

### Участие в Великой Отечественной войне
В 1942—1945 гг. участвовал в Великой Отечественной войне: служил заместителем командира роты по политической части 1232-го стрелкового полка 370-й стрелковой дивизии Северо-Западного фронта, инструктором политотдела 76-й стрелковой Краснознаменной дивизии 1-го Белорусского фронта. Дважды был ранен. С войны вернулся в звании капитана.
Как отмечалось в приказах и наградных листах, хранящихся в Центральном архиве Министерства обороны Российской Федерации, Байкен Ашимов проявил себя как самоотверженный и смелый боец, который в самые трудные моменты боевых действий лично поднимал людей в атаку. В одном из боев он вынес с поля боя на плащ-палатке своего тяжело раненного командира В. Долгополова, за что был представлен к званию Героя Советского Союза. Однако, документы, как это часто бывало на войне, были утеряны и звание до него не дошло.
Имел два благодарственных письма от имени Главнокомандующего Маршала Советского Союза И. Сталина «За отличные боевые действия при прорыве сильно укрепленной обороны немцев в районе г. Ковель (р. Западный Буг)».
За мужество и отвагу в годы Великой Отечественной войны Байкен Ашимов был награждён орденом Красной Звезды, двумя орденами Отечественной войны 1-й степени, медалью «За боевые заслуги». За участие в освобождении Польши от фашистских захватчиков (форсирование р. Висла и освобождение местечка Прага) был удостоен польского ордена «Virtuti Militari».

### После войны
В 1945—1948 года работал секретарём райисполкома, в 1948 году — заместителем председателя Айыртауского райисполкома Кокчетавской области, в 1948-1950 годах — вторым секретарём Айыртауского райкома партии.
В 1950—1952 годах — заведующий Зерендинским районным сельскохозяйственным отделом Кокчетавской области, в 1952—1955 годах — первый заместитель начальника Кокчетавского областного управления сельского хозяйства.
В 1955—1957 годах учился в Ленинградском институте прикладной зоологии и фитопатологии. С 1957 года работал первым заместителем начальника Кокчетавского областного управления сельского хозяйства.
В 1959 году Байкена Ашимова назначили заведующим сельскохозяйственным отделом, в том же году он был избран вторым секретарём Кокчетавского обкома Компартии Казахской ССР.
В 1961—1962 и 1964-1968 годах работал на должности председателя Карагандинского облисполкома, в 1963—1964 годах возглавлял сельский обком партии.
В 1968—1970 годах занимал должность первого секретаря Талды-Курганского обкома партии. В 1969 году окончил Заочную Высшую партийную школу при ЦК КПСС.

### Работа в высшем руководстве Казахской ССР
В 1970 году Байкен Ашимов был выдвинут на должность Председателя Совета Министров Казахской ССР, на которой трудился до 1984 года. В годы его работы на этом посту в республике проводилось техническое переоснащение предприятий, электрификация, механизация и автоматизация производства, внедрялись новые технологии. Быстрыми темпами развивались транспорт, энергетика, химическая и лёгкая промышленность, машиностроение. В 1977 году ему было присвоено почётное звание Героя Социалистического Труда.
В 1984—1985 годах занимал должность Председателя Президиума Верховного Совета Казахской ССР — заместителя председателя Президиума Верховного Совета СССР.
Являлся членом ЦК КПСС в 1971—1986 годах, избирался депутатом Совета Союза Верховного Совета СССР 8—11-го созывов. от Талды-Курганской области (8-9 созыв, 1970—1979) и Карагандинской области (10-11 созыв, 1979—1989). В Верховный Совет 9 созыва избран от Талды-Курганского избирательного округа № 667. В 1985 году вышел на пенсию.
В 2007 году к своему 90-летнему юбилею Байкен Ашимов из рук президента Казахстана Нурсултана Назарбаева получил одну из высших наград страны — орден «Отан». Президент особо отметил, что, будучи на пенсии, Байкен Ашимов своей активной общественной деятельностью вносил свой вклад в дальнейшее укрепление Казахстана.
16 января 2010 года после продолжительной болезни скончалась супруга Ашимова — Бахыт Асетовна, мать его двух дочерей и сына. Байкен Ашимов во время её болезни постоянно находился рядом с ней. 5 февраля 2010 года в 2 часа 52 минуты он скончался в больнице, где до этого лежала его жена.
Похоронен на Кенсайском кладбище.

## Награды и звания
- Герой Социалистического Труда (1977)
- Орден «Отан» (2007)
- Орден Парасат (2001)[10]
- четыре ордена Ленина
- два ордена Трудового Красного Знамени
- два ордена Отечественной войны I степени
- орден Красной Звезды
- медаль «За боевые заслуги»
- другие медали СССР и Казахстана
- орден «Виртути Милитари» (Польша)
- почётный гражданин Северо-Казахстанской области[11]
- почётный гражданин города Кокшетау

## Память
- Его имя носит мечеть «Байкен», расположенная на пересечении улиц Жандосова и Розыбакиева города Алматы.[12]
- Решением акимата и маслихата города Алматы от «28» ноября 2016 года его именем названа улица в микрорайонах «Калкаман» Наурызбайского района города.[13] Ранее эта улица носила название улица Ауэзова (Калкаман), что вызывало путаницу, так как такая улица есть в центральной части города.